# Tomaspis lanio
Tomaspis lanio is een halfvleugelig insect uit de familie schuimcicaden (Cercopidae). De wetenschappelijke naam van deze soort is voor het eerst geldig gepubliceerd in 1825 door Le Peletier de Saint-Fargeau & Serville.